# 's-Gravenhof (Zutphen)

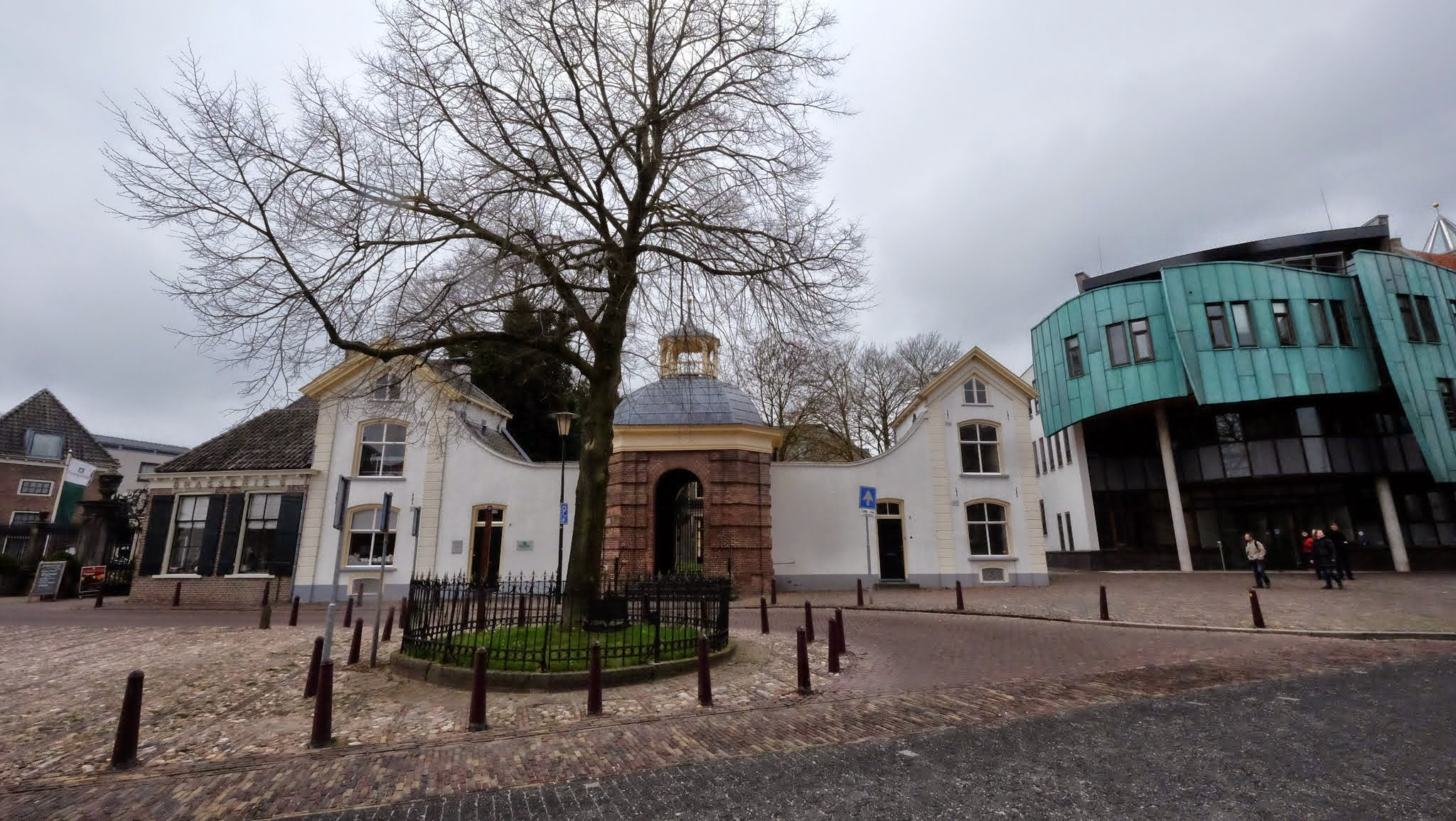
s-Gravenhof

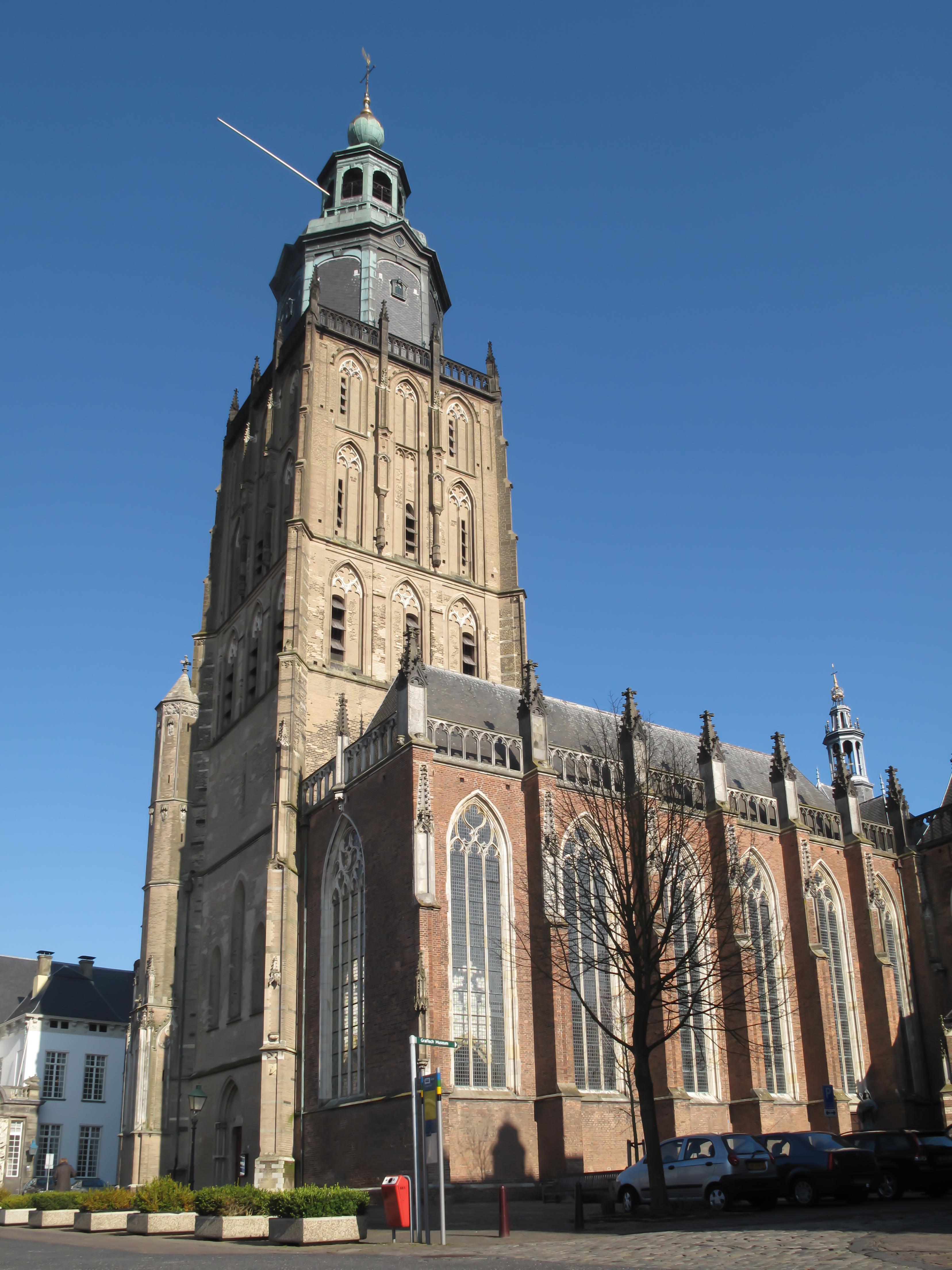
de Walburgkerk

Het  's-Gravenhof is het oudste plein van de stad Zutphen. Als open ruimte is het het oudste plein van Nederland, het ontstond rond 890. De geschiedenis ervan is door archeologen in 1946 en de periode 1993-1999 onderzocht. Sinds 2003 zijn plein en omgeving een archeologisch monument.

## Geschiedenis
Zutphen werd rond 850 een grafelijk bestuurlijk centrum. Op het huidige plein stond in de negende eeuw een grote houten zaal van de graven van Hamaland. De zaal werd omgeven door boerderijen, huizen en hutten. Metaalverwerking (ijzer, lood, zilver, koper) lijkt de belangrijkste activiteit rond het Hamalandse hof te zijn geweest. In 882 werd de nederzetting aangevallen door Vikingen. De resten van deze aanval, met meerdere menselijke slachtoffers, zijn bij opgravingen op en rond het plein aangetroffen. Om zich te beschermen tegen de Vikingen werd de stad rond 890 voorzien van een nieuwe verdedigingswal en -gracht: een ringwalburg. Midden in de ronde burg werd een open ruimte gerealiseerd, een plein, waarop een nieuwe grote houten zaal werd gebouwd, waar rechtspraak in de open lucht werd gehouden en waar de markt werd gehouden (Vismarkt).
In 1946 toonde professor J.G.N. Renaud bij opgravingen op het 's-Gravenhof aan dat daar in de 11e eeuw een tufstenen aula van een palts stond. Lang werd gedacht dat dit het onderkomen was van de graven van Zutphen. De plaats van fundamenten van 36 x 12,5 meter is sinds 1950 gemarkeerd in het plaveisel van het plein. Bij opgravingen in 1995 en 1999 werden aanvullende stukken muur gevonden van 120 cm dik, bestaande uit tufsteen uit de Eifel. De afmeting van de paltsaula werd definitief vastgesteld op 54 meter x 12,5 meter met een uitbouw aan de noordzijde (entree en bordes) en een mogelijke kapel aan de westzijde. Westelijk van de aula stonden meerdere tufstenen bijgebouwen. In het Stedelijk Museum Zutphen is er een maquette van te zien.
De aula is mogelijk gebouwd door bisschop Bernold van Utrecht, die in 1046 landheer werd van het graafschap Zutphen, voor keizer Hendrik III. De graven van Zutphen kregen de grafelijke functie in leen van de bisschop. In 1105 werd een nieuwe Romaanse kapittelkerk door bisschop Burchard van Utrecht ingewijd: de  Sint Walburgiskerk.
Rond 1125 werd de palts en de kerk omgeven door een wal met tufstenen borstwering en een gracht. Eind 12e eeuw werd de paltsaula nog verbouwd, maar vanaf de 14e eeuw trad verval in. Na een renovatie rond 1470 werd het gebouw en de bijgebouwen nog enige tijd gebruikt als Bourgondisch bestuurlijk centrum maar vanaf de 16e eeuw werd de oude Gravenhof verkleind, werden gebouwen gesloopt en werd de Vismarkt (op het noordelijk deel van het huidige plein) uitgebreid. In 1634 werden de laatste resten van de oude palts gesloopt en werd het terrein definitief ingericht als plein.
Tot 1764 vond het jaarlijkse leengericht van het land (graafschap) van Zutphen plaats op het plein, een traditie die tot ver in de middeleeuwen terug ging. Rond het plein ontstonden diverse adellijke stadsresidenties die het plein een statig uiterlijk geven. De Hof van Waliën werd in 1945 door de bezetter opgeblazen, maar Huize van de Kasteele (hotel), De Hof van Heeckeren (Musea Zutphen) en de Hof van Bronckhorst (nieuwe stadhuis) bestaan nog. Het plaveisel van keitjes is historisch en dateert mogelijk al uit de 17e eeuw. In 1898 werd midden op het plein de Wilhelminaboom geplant, ter ere van de troonsbestijging van de jonge koningin.

## Het plein
Het plein is driehoekig. Op de noordhelft van het plein staat de Wilhelminaboom. Het is de herplant uit 1978 van een oudere Wilhelminaboom die midden op het plein stond. Het plein wordt gebruikt als parkeerplaats. De huisnummers zijn genummerd 1-7 en 2-22, alle hebben postcode 7201DN. Aan het plein staan een aantal monumentale gebouwen:
- Stadhuis van Zutphen, bestuursgebouw uit 1449-1453, uitgebreid met de ‘gedeputeerdenpaviljoens’ en zuidelijke entree in 1718 en verder gemoderniseerd in 1723;
- Walburgiskerk uit de periode 1100 tot 16e eeuw;
- Schelpenkoepel uit 1697. Er zijn ruim 10.000 schelpen in verwerkt;
- achter de schelpenkoepel ligt de Hof van Heeckeren, een adellijke residentie uit 1300-1800 en sinds 2016 het onderkomen van de Musea Zutphen
- Stedelijk Gymnasium uit 1881, later politiebureau en daarna restaurant;
- Huize van de Kasteele is van oorsprong een grafelijk laatmiddeleeuws gebouw. In 1568-1571 werd het huidige pand gebouwd als burgerweeshuis. In 1664 kwam het in adellijke handen en werd in 1733 verbouwd in zijn huidige vorm. Het was in de 20ste eeuw tot 1975 een bejaardenhuis en daarna een opleidingscentrum voor de rechterlijke macht en vanaf 1996 een hotel.
- de woonhuizen nr 20 en 22 dateren uit 1609-1610 en zijn tegen de middeleeuwse stadsmuur aan gebouwd.

Vanaf 1978 is het plein officieel parkeerplaats. De wens om het plein weer autovrij te maken klinkt al vanaf eind jaren 1990 maar ondanks diverse inrichtingsplannen is het nog niet gerealiseerd wegens het ontbreken van parkeeralternatieven in de buurt.